# アフザル・カーン
アフザル・カーン（Afzal Kahn） は英国の自動車デザイナー。
彼のグループ企業である、カーンデザイン(Kahn Design)、チェルシー・トラック・カンパニー（the Chelsea Truck Company）、そしてプロジェクト・カーン（Project Kahn）の創業者である。

## テレビ出演
ナルジオグラフィックチャンネルにて放送されているスーパーカー大改造に出演している。